# Siedmiodźwięk
Akord tercdecymowy, siedmiodźwięk tercdecymowy – akord zbudowany z siedmiu składników leżących w odległościach tercji od siebie. Zazwyczaj budowany jest na V stopniu i z tego względu przyjmuje charakter dominantowy. Często traktowany jest nie jako akord samodzielny, lecz jako akord przejściowy (niektóre z jego składników są wtedy traktowane jako opóźnienia).
W układzie mniej niż 7-głosowym usuwa się z siedmiodźwięku tercdecymowego w pierwszej kolejności kwintę (jako składnik konsonansowy), później zaś – tercję, septymę, nonę i undecymę.
Siedmiodźwięk tercdecymowy znany był w teorii właściwie od początku skodyfikowania systemu dur-moll, czyli od wieku XVI, jednak upowszechnił się dopiero w wieku XIX w neoromantyzmie. Stosował go często m.in. Richard Wagner.
Niektórzy teoretycy traktują siedmiodźwięk tercdecymowy jako połączenie (miksturę) dwóch akordów septymowych, tak że ostatni składnik pierwszego z nich jest równocześnie pierwszym składnikiem drugiego, np.: a-cis-e-g-h-d-f = a-cis-e-g + g-h-d-f. 
Akord tercdecymowy zawiera wszystkie 7 stopni skali diatonicznej, jest więc akordem o największej liczbie składników, jaki może powstać na gruncie systemu dur-moll.